# Joaquim Justino Carreira
Dom Joaquim Justino Carreira (Santa Catarina da Serra, Leiria, 24 de janeiro de 1950 — São Paulo, 1 de setembro de 2013) foi um bispo católico português radicado no Brasil. Era Bispo da Diocese de Guarulhos.

## História
Dom Joaquim foi batizado em 28 de janeiro de 1950 na Paróquia Santa Catarina da Serra, em Leiria, Portugal. Ainda jovem sua família emigrou de Portugal e estabeleceu-se no estado de São Paulo. No Brasil, recebeu o sacramento da Crisma em 26 de julho de 1964, na Paróquia Santa Teresinha do Menino Jesus, localizada na cidade de Jundiaí/SP.
Recebeu a ordenação diaconal em 11 de junho de 1976, na sua terra natal, Santa Catarina da Serra. Em 19 de março de 1977, Dom Gabriel Paulino Bueno Couto celebrou sua ordenação presbiterial na Catedral Nossa Senhora do Desterro, em Jundiaí. Foi nomeado Monsenhor "Capelão de Sua Santidade", pelo Papa João Paulo II, em 6 de agosto de 1990.
Em 24 de março de 2005, o Papa João Paulo II o nomeou Bispo Titular de Cabarsussos e Bispo Auxiliar da Arquidiocese de São Paulo. Sua ordenação episcopal foi celebrada pelo cardeal Dom Cláudio Hummes em 21 de maio do mesmo ano, sendo seus consagrantes os bispos Dom Osvaldo Giuntini e Dom Gil Antônio Moreira no ginásio de esportes "Dr. Nicolino De Lucca" também na cidade paulista de Jundiaí.
Na Arquidiocese de São Paulo foi o bispo responsável pela Região Episcopal Santana.
No dia 14 de março de 2008, Dom Joaquim Justino Carreira recebeu o título de cidadão paulistano outorgado pela Câmara Municipal de São Paulo. O título foi iniciativa do vereador João Antonio e a cerimônia de entrega contou com a presença do prefeito municipal de São Paulo, Gilberto Kassab.
Aos 25 de junho de 2011 teve seu nome divulgado como membro da Comissão Episcopal Pastoral para a Vida e a Família da CNBB.
No dia 23 de novembro de 2011 o Papa Bento XVI o nomeou para bispo da Diocese de Guarulhos.

## Formação eclesiástica
Graduado em Filosofia pela Faculdades Anchieta - São Paulo, Brasil
Graduado em Teologia pela Pontifícia Universidade Gregoriana - Roma, Itália – 1973 a 1976
Formação Pastoral Complementar pela Faculdade de Teologia Nossa Senhora da Assunção - São Paulo, Brasil
Mestrado em Matrimônio e Família pelo Pontifício Instituto para a Família da Pontifícia Universidade Lateranense – Roma, Itália – 2000 a 2002

## Falecimento
Dom Joaquim afastou-se no final do ano de 2012 das suas atividades para tratar-se de um câncer no fígado.
Teve alta em fevereiro de 2013 e passou a fazer quimioterapia, até agosto do mesmo ano. No dia 24 de agosto foi para a Unidade de Terapia Intensiva do Hospital AC Camargo, devido a complicações indesejáveis advindas do tratamento quimioterápico.
Joaquim faleceu às 23h45 de domingo, dia 1 de setembro de 2013.